# Gabriel Chevalier
Pour les articles homonymes, voir Chevalier.
Gabriel Chevalier est un homme politique français né le 9 août 1848 à La Clayette (Saône-et-Loire) et décédé le 20 novembre 1924 à Daillecourt (Haute-Marne).

## Biographie
Médecin, sans aucun mandat électoral, il est élu député de Saône-et-Loire de 1902 à 1906, dans la 1re circonscription de Charolles, battant le député sortant, Emmanuel Chavet. Il s'inscrit au groupe progressiste, siégeant à droite. Il est battu lors des élections de 1906, par son prédécesseur, et abandonne la vie politique.

## Sources
- « Gabriel Chevalier », dans le Dictionnaire des parlementaires français (1889-1940), sous la direction de Jean Jolly, PUF, 1960 [détail de l’édition]